# Plankan
För andra betydelser, se Plankan (olika betydelser).
Plankan (engelska: The Plank) är en brittisk komedifilm från 1967 i regi av Eric Sykes. Medverkar gör Sykes och Tommy Cooper.
Filmen baseras på episoden "Sykes and a Plank" i TV-serien Sykes and a... 1964 med Sykes och Hattie Jacques i rollerna.

## Handling
Plankan är en kortfilm som handlar om två byggnadsarbetare som upptäcker att det fattas en planka till golvet de lägger. De bestämmer sig för att ge sig ut och köpa en planka, något som ska visa sig bli en svårare uppgift än de först trott.

## Nyinspelning
Sykes medverkade även i en nyinspelning av filmen 1979, där Arthur Lowe ersatte Cooper som den andre byggarbetaren. I den senare versionen medverkade även Lionel Blair. Nyinspelningen har sänts av SVT flera gånger, främst kring jul och nyår under 1980- och 90-talen.

### Fotnoter
1. ↑  ”Sykes” (på engelska). Best British Comedies. https://www.phill.co.uk/comedy/sykes/list.html. Läst 12 december 2024.
2. ↑  ”Plankan”. Svensk mediedatabas. http://smdb.kb.se/catalog/search?q=Plankan+typ%3Atv&sort=OLDEST. Läst 31 december 2015.